# Borynia (wzniesienie)

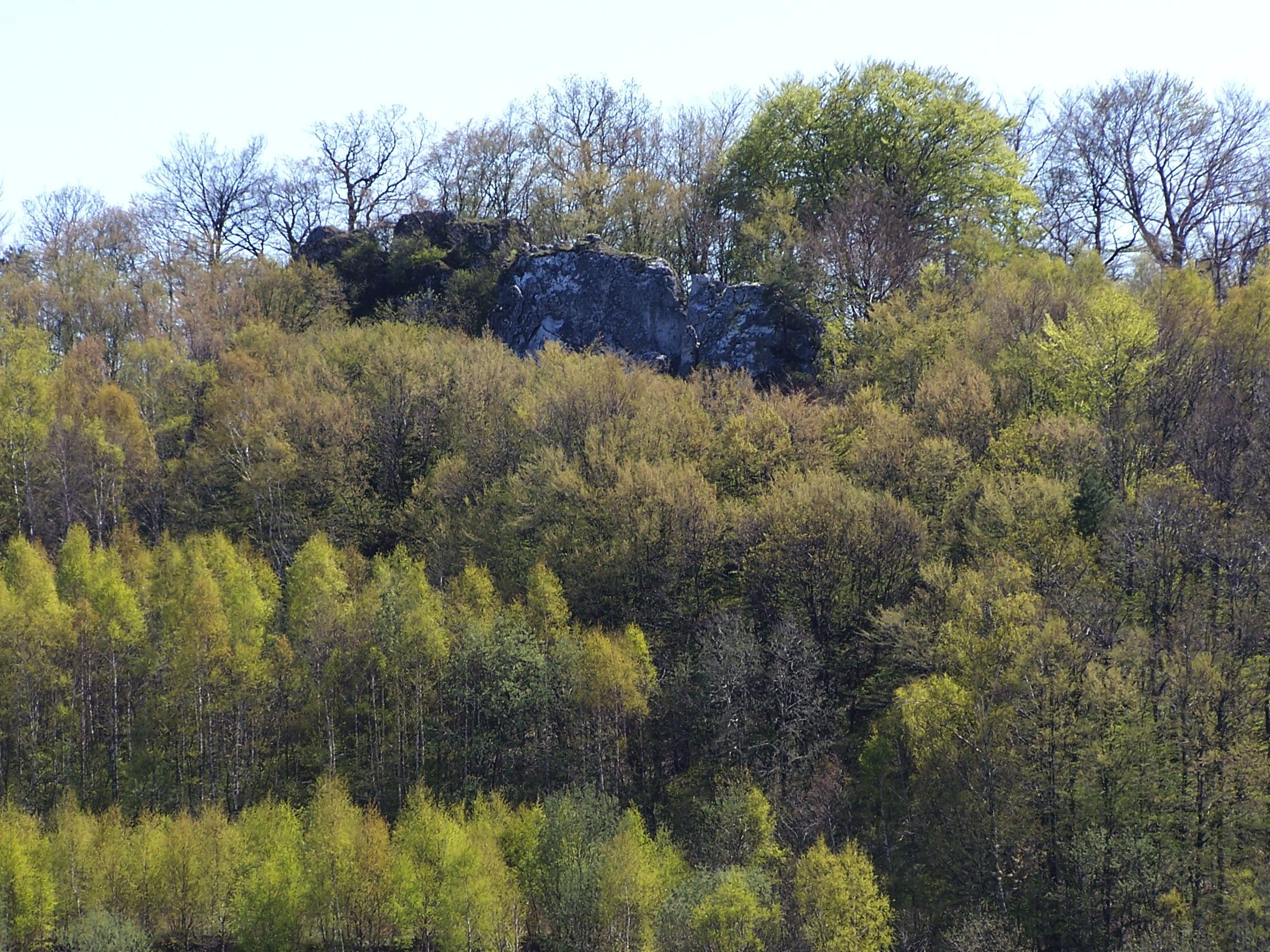
Wzniesienie Borynia z Gzylowymi Skałami

Borynia (455 m) – wzniesienie w lewych zboczach górnej części Doliny Kobylańskiej na Wyżynie Olkuskiej. Jest porośnięte grabowym lasem i z trzech stron otoczone polami uprawnymi wsi Będkowice. Na mapie Geoportalu w wersji raster widać, że dawniej było znacznie bardziej bezleśne, jego wierzchowinę od wschodniej strony stanowiły pola uprawne, które obecnie zarosły już lasem (wersja orto). Na stokach północno-zachodnich, nieco poniżej szczytu znajdują się zbudowane z wapienia Gzylowe Skały będące obiektem wspinaczki skalnej, u zachodnich podnóży, na granicy lasu i pół uprawnych znajduje się skała Ostatnia.
Od Boryni w kierunku południowym na lewych, stromych zboczach Doliny Kobylańskiej biegnie ciągły pas lasu aż do wylotu doliny w Kobylanach. Znajdują się w nim liczne wapienne skały będące obiektem wspinaczki skalnej.